# Nicolò Alunno
Nicolò Alunno (als Niccolò di Liberatore geboren und als L’Alunno bekannt, * um 1430 in Foligno; † um 1502 ebenda) war ein italienischer Maler.

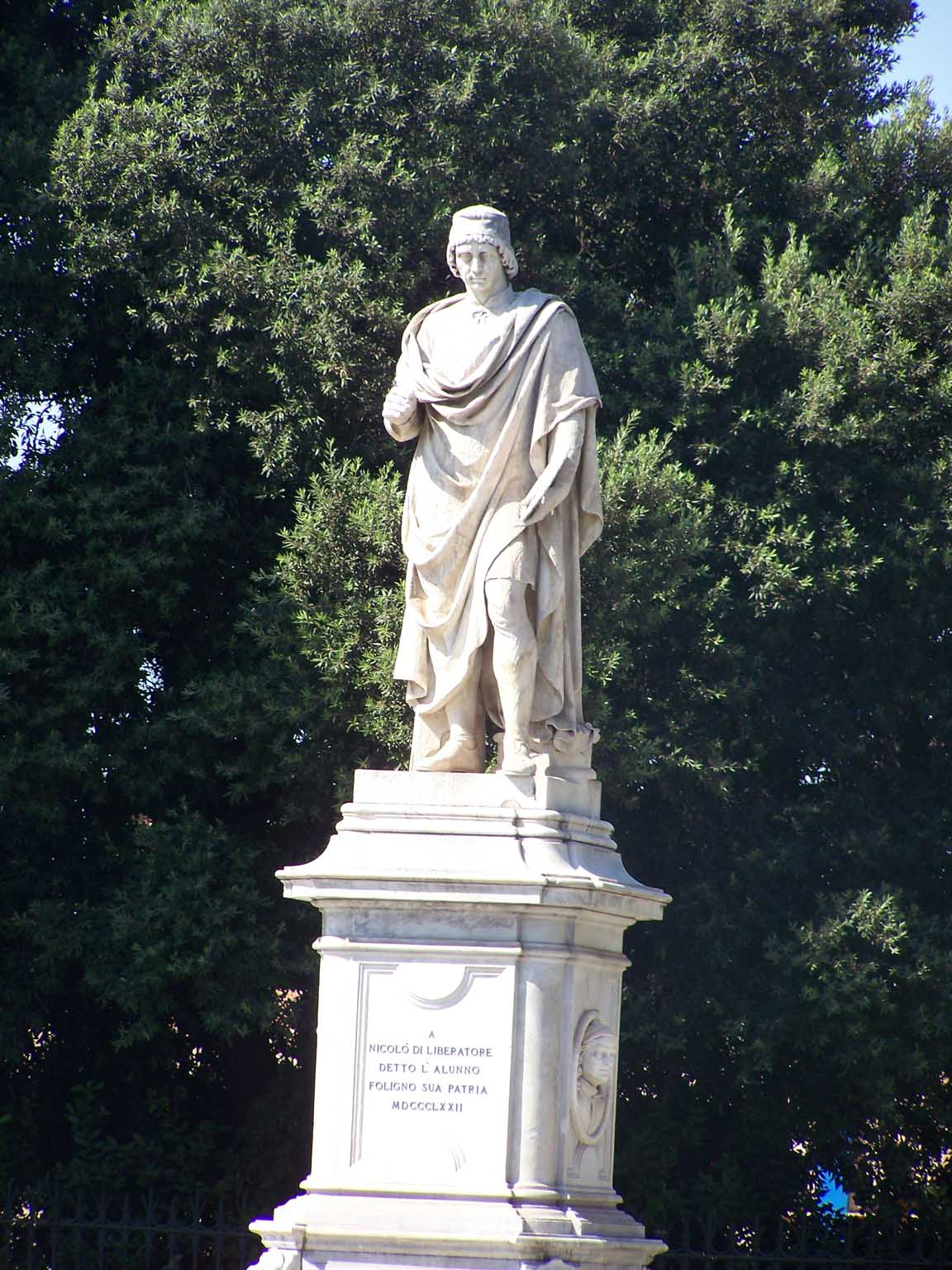
Denkmal des Alunno in Foligno

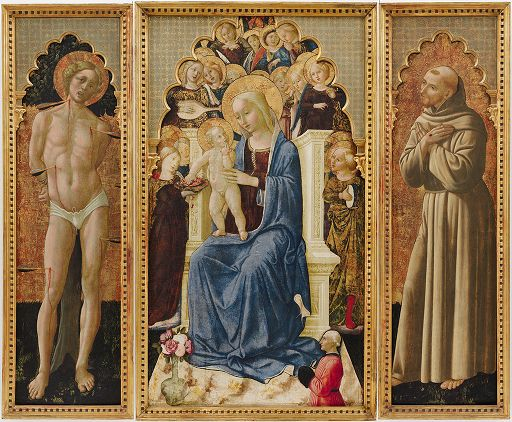
Cambridge (Massachusetts), Fogg Art Museum der Harvard University: San Sebastiano, San Francesco d’Assisi, Madonna con Bambino in trono, angeli e donatore

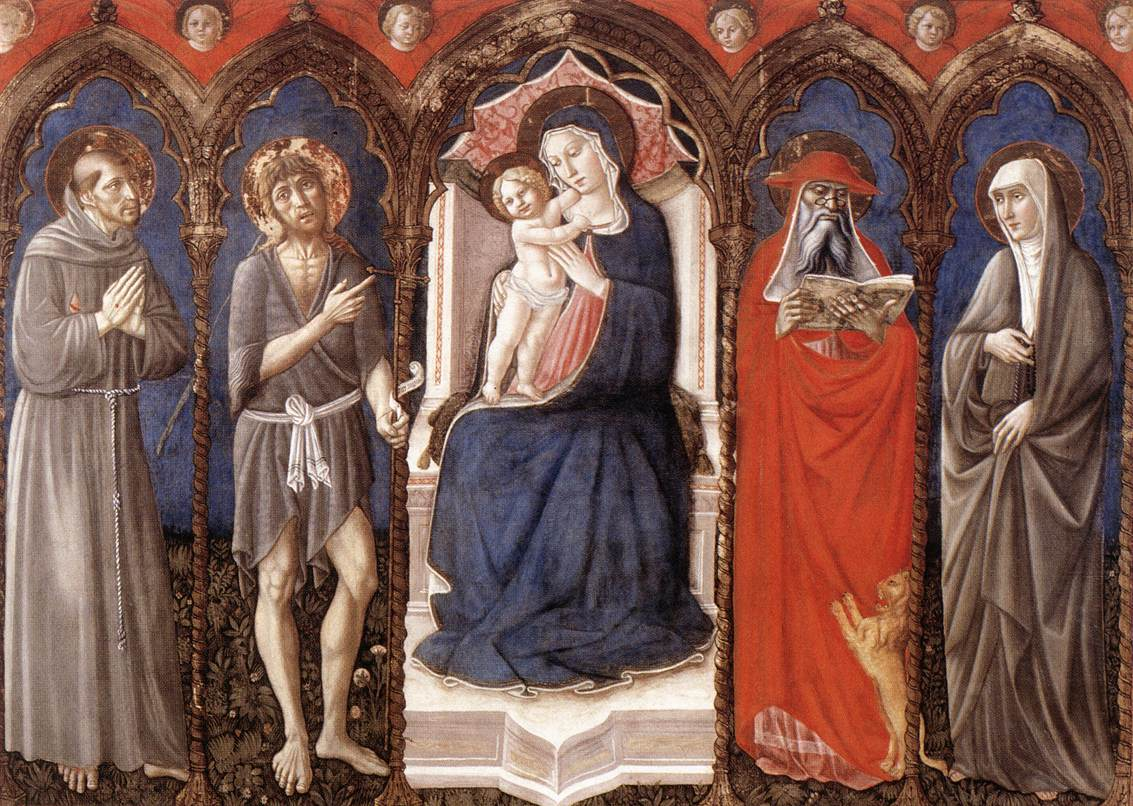
Rom, Galleria Nazionale d’Arte Antica di Palazzo Barberini: Madonna con Bambino in trono tra San Francesco d’Assisi, San Giovanni Battista, San Girolamo e Santa Chiara

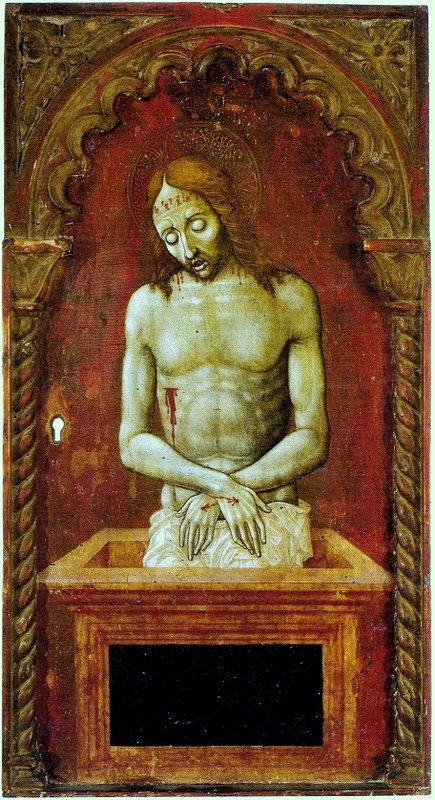
São Paulo, Museu de Arte de São Paulo: Ecce Homo

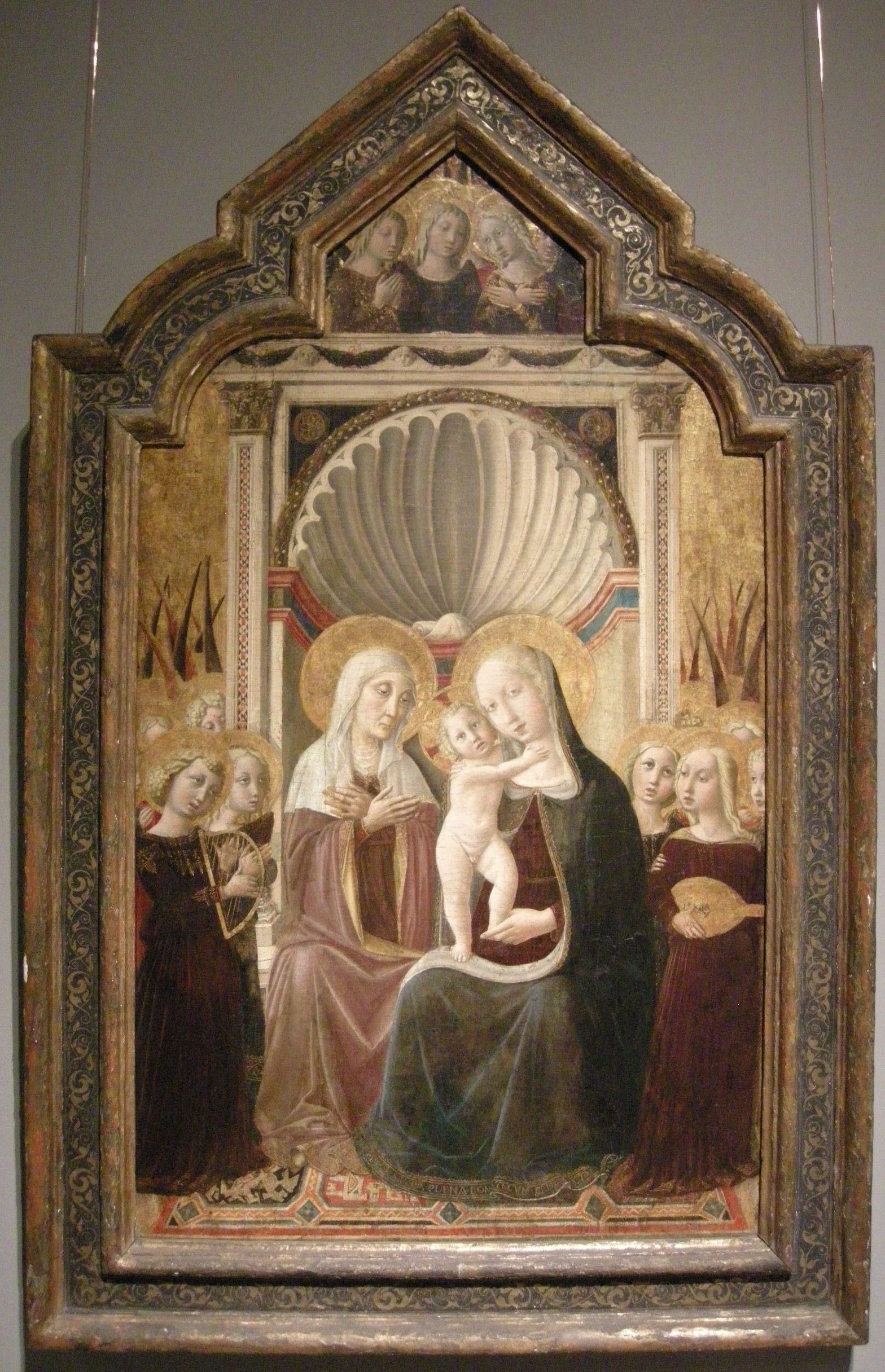
New York, Metropolitan Museum of Art: Madonna con Bambino, Sant’Anna e angeli

## Leben
Er wurde um 1430 in Foligno unter dem Namen Niccolò di Liberatore di Giacomo di Mariano als Sohn eines Speziali (Apotheker) geboren. Die unterschiedliche Namensgebung entstammt Giorgio Vasari, der die Inschrift des Werkes Polittico di San Nicolò in Foligno falsch interpretierte. Aus der Inschrift Alumnus Fulginie (Bürger von Foligno) folgerte er den Namen Alunno aus Foligno. Sein Handwerk lernte er wahrscheinlich bei Bartolomeo di Tommaso, später bildete er sich bei Benozzo Gozzoli weiter. 1452 heiratete er Caterina, die Tochter des Malers Pietro di Giovanni „Mazzaforte“ aus Foligno, mit dem Alunno auch Werke gestaltete. Das erste bekannte Werk des Künstlers entstand 1457 in Deruta mit dem Namen Madonna con Gesù Bambino tra angeli e santi. Er starb um 1502 in Foligno und hinterließ mindestens einen Sohn, Lattanzio, der ebenfalls Maler wurde. Er ist einer der wenigen umbrischen Künstlern neben dem Perugino und dem Pinturicchio, die in Giorgio Vasaris Vite erwähnt werden.

## Werke (Auswahl)
- Alviano, Chiesa Santa Maria Assunta, auch Chiesa dei S.S. Pietro e Paolo genannt: Assunzione della Madonna
- Assisi, Museo diocesano e cripta di San Rufino: Polittico di San Rufino (1462 entstanden, Gemälde auf Holz)
- Assisi, Pinacoteca civica: Gonfalone della confraternita di Santa Maria del Vescovado (1462 entstanden, Leinwandgemälde)
- Avignon, Musée du Petit Palais:
  - Angelo annunciante, Maria Vergine annunciata
  - Ascensione di Cristo
  - Natività di Gesù
  - San Nicola di Bari, San Paolo
  - Sant’Antonio Abate, San Vittore
- Baltimore, Walters Art Museum:
  - Giacobbe, Mosè e Giuseppe
  - Angelo, Daniele e Abramo
- Bastia Umbra, Chiesa collegiata di Santa Croce: Polittico di Sant’Angelo (1499 entstanden, Gemälde auf Holz)
- Bettona, (Provinz Perugia), Pinacoteca Comunale: Crocifissione di Cristo
- Bologna, Pinacoteca Nazionale: Madonna con Bambino in trono tra San Francesco d’Assisi e San Sebastiano, Annunciazione, Padre Eterno e angeli
- Boston, Museum of Fine Arts: San Lorenzo, San Gregorio e Sant’Agostino, San Vittorino, San Sebastiano e San Girolamo
- Cambridge (Massachusetts), Fogg Art Museum der Harvard University: San Sebastiano, San Francesco d’Assisi, Madonna con Bambino in trono, angeli e donatore
- Cannara, Chiesa di San Giovanni Battista: Madonna con Gesù Bambino fra san Giovanni Battista e san Sebastiano (1482 entstanden, Gemälde auf Holz)
- Cannara, Chiesa parrocchiale di San Matteo: Madonna in trono con Gesù Bambino tra san Francesco d’Assisi e san Matteo evangelista
- Deruta, Pinacoteca civica: Madonna con Gesù Bambino tra angeli e santi (1457 entstanden, Leinwandgemälde)
- Foligno, Chiesa di San Giacomo: San Rocco, devoti e Cristo Redentore benedicente
- Foligno, Chiesa di Santa Maria in Campis:
  - Crocifissione di Cristo
  - Maria Vergine annunciata
  - Volto di Santa Maria Maria Maddalena
  - Fresken der Cappella di Santa Marta (1458 entstanden)
- Foligno, Chiesa di San Nicolò:
  - Polittico di San Nicolò (1492 entstanden, Gemälde auf Holz)
  - Incoronazione di Maria Vergine con sant'Antonio abate e san Bernardino da Siena (1495 entstanden, Gemälde auf Holz)
- Foligno, Dom: Adorazione del Bambino con angeli, Santi, Incoronazione di Maria Vergine, Apostoli
- Gualdo Tadino, Pinacoteca civica: Polittico di San Francesco (1471 entstanden, Gemälde auf Holz)
- Kevelaer, Priesterhaus: Gonfalone della peste (ca. 1470 entstanden, Leinwandgemälde)
- London, National Gallery: Crocifissione di Cristo con San Francesco d’Assisi, Orazione di Cristo nell’orto di Gethsemani, Salita di Cristo al monte Calvario, Resurrezione di Cristo, Compianto sul Cristo morto
- Mailand, Collezione Gerli: Pentecoste
- Mailand, Pinacoteca di Brera: Polittico di Cagli (1465 entstanden, Gemälde auf Holz)
- Montefalco, Museo Civico di San Francesco: Madonna, san Giovanni Evangelista, santa Maria Maddalena e san Francesco d'Assisi in adorazione di Cristo crocifisso
- New York, Metropolitan Museum of Art: Madonna con Bambino, Sant’Anna e angeli
- Nocera Umbra, Pinacoteca civica: Polittico di Santa Maria Assunta (1483 entstanden, Gemälde auf Holz)
- Paris, Louvre: Angeli con cartiglio, Orazione di Cristo nell’orto di Gethsemani, Flagellazione di Cristo, Salita di Cristo al monte Calvario, Crocifissione di Cristo, Giuseppe d’Arimatea e Nicodemo
- Perugia, Collezione R. Van Marle: Guerriero
- Perugia, Galleria nazionale dell’Umbria: Gonfalone della confratenita dell’Annunziata (1466 entstanden, Leinwandgemälde)
- Princeton, Princeton University Art Museum: San Michele Arcangelo pesa le anime
- Ravenna, Museo d’Arte della città: Cristo in pietà e angeli
- Rom, Galleria Colonna: La Madonna libera un bambino dal demonio
- Rom, Galleria Nazionale d’Arte Antica di Palazzo Barberini: Madonna con Bambino in trono tra San Francesco d’Assisi, San Giovanni Battista, San Girolamo e Santa Chiara
- Rom, Museo Nazionale di Castel Sant’Angelo: San Giovanni Battista, San Sebastiano
- Rom, Vatikanische Pinakothek: Polittico di Montelparo (1466 entstanden, Leinwandgemälde)
- San Severino Marche (Provinz Macerata), Pinacoteca civica: Polittico di San Severino (1468 entstanden, Gemälde auf Holz)
- São Paulo, Museu de Arte de São Paulo: Ecce Homo
- Sarnano, (Provinz Macerata), Chiesa di Santa Maria Assunta: San Pietro e San Giovanni Battista, San Benedetto e San Biagio
- Terni, Pinacoteca Comunale: Crocifissione di Cristo con San Francesco d’Assisi e San Bernardino da Siena